# South Windsor
South Windsor è un comune di 25.985 abitanti degli Stati Uniti d'America, situato nella Contea di Hartford nello Stato del Connecticut.